# Seog-Jeong Lee

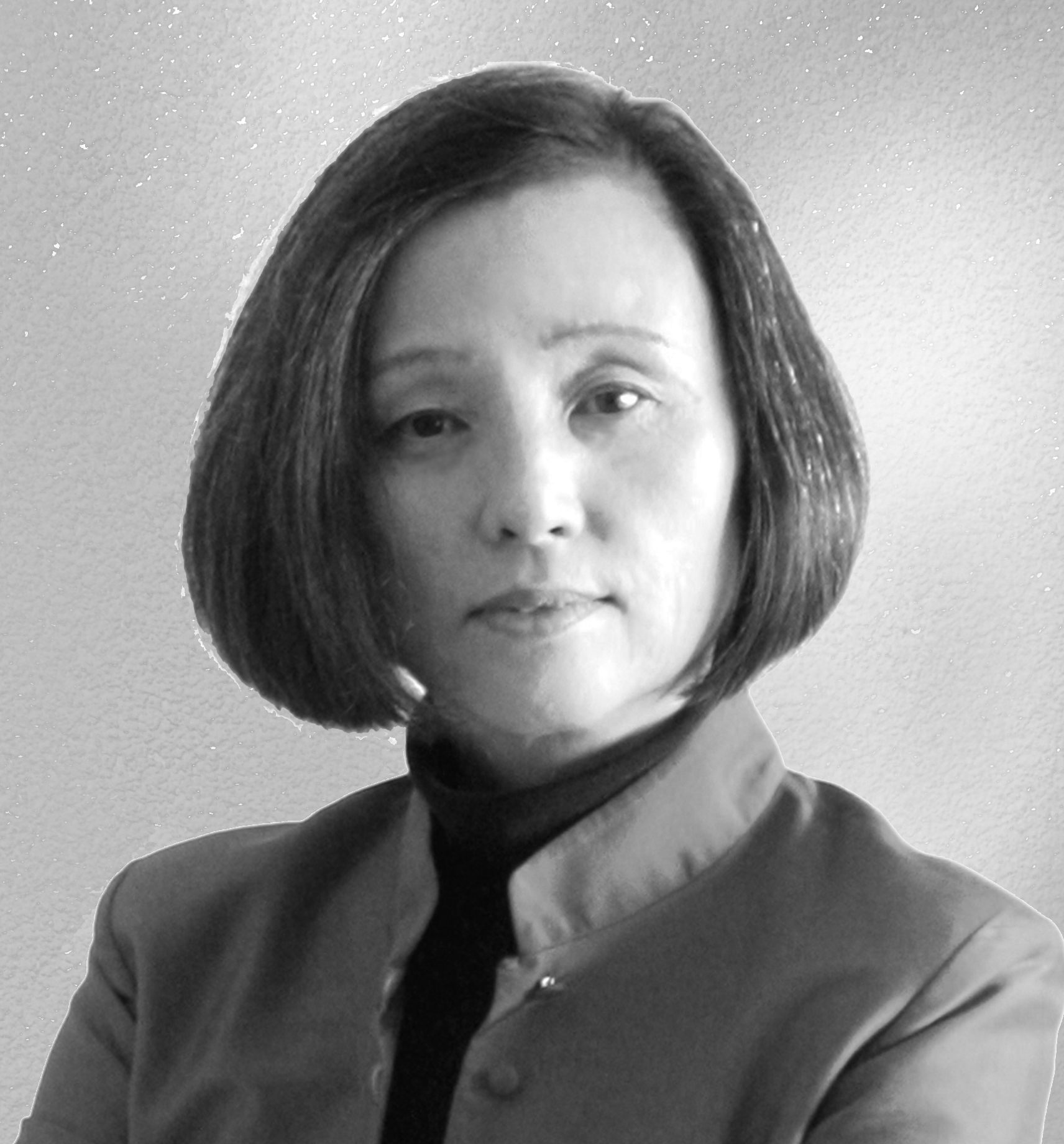
Seog-Jeong Lee

Seog-Jeong Lee (* 1955 in Seoul) ist freie Architektin, Stadtplanerin und Professorin an der Seoul National Universität in Seoul. Außerdem ist sie eine von vier Partnern des Planungsbüros ISA Internationales Stadtbauatelier.

## Leben
Seog-Jeong Lee studierte ab 1975 Architektur an der Universität Hanyang in Korea. 1981 absolvierte sie dort ihr Studium mit dem Master of Architectural Engineering.
Von 1982 bis 1988 machte sie ein Aufbaustudium im Fachgebiet Stadtgestaltung an dem Institut für Städtebau an der Universität Stuttgart. Dieses Studium schloss sie 1995 mit einer Promotion zum Thema „Das Stadtbild als Aufgabe – Wege zu einer ganzheitlichen Stadtbildplanung“ am Institut für Städtebau erfolgreich ab.
Bereits während ihres Promotionsstudiums  war sie als Dozentin an der Universität Stuttgart tätig.
Seit 1984 ist sie Mitglied des Planungsbüros Stadtbauatelier und arbeitete dort als Projektleiterin.
Nach ihrer Dozententätigkeit an der Universität in Stuttgart, wechselte Seong-Jeong Lee 2002 an die Hanyang-Universität, wo sie eine Professur an der Fakultät für Stadtplanung aufnahm. Seit 2012 ist sie Professorin für Städtebau und Stadtgestaltung an der Seoul National Universität.
Seit 2007 ist sie Partnerin im Planungsbüro ISA Internationales Stadtbauatelier. Zusätzlich zu ihrer Arbeit bei ISA ist sie Mitglied verschiedener Architektur- und Stadtplanungskomitees der Stadt Seoul sowie der koreanischen Regierung. In der Forschung leitet Seong-Jeong Lee u. a. von den Regierungen geförderte koreanisch-deutsche Forschungsarbeiten, wie z. B. das Projekt „Urban Voids“ und vertritt als Key Speaker interkulturelle Aspekte des Städtebaus und der Stadtgestaltung in Asien und Europa auf  Wissenschaftskongressen in Korea und Deutschland. Ihr Tätigkeitsschwerpunkt liegt in der städtebaulichen Beratung, im Entwurf von Stadtplanungen, Bebauungsplanung und dem Entwurf öffentlicher Räume und Architektur.

## Werk

### Veröffentlichungen (Auswahl)
- Das Stadtbild als Aufgabe. Wege zu einer ganzheitlichen Stadtbildplanung. Universität Stuttgart 1995, DNB 946930058.
- Elemente des stadtgestalterischen Entwurfes. In: Ursula Grammel (Hrsg.): Positionen zu Stadtplanung und Städtebau. Städtebau-Institut/Universität Stuttgart Städtebau Institut, Stuttgart 2004, ISBN 3-930548-22-4, S. 155–176.
- Publicity, Privacy and Intimacy in Korean Cities. In: Helmut Bott, Elke Uhl (Hrsg.): Perspektiven des Urbanen Raumes. Internationales Zentrum für Kultur- und Technikforschung, Stuttgart 2004, ISBN 3-9809978-0-4.
- Urban renewal instrument of housing area. In: AURI, 2009, Seoul
- Urban image and urban architecture . In: „Cities and Human“. Nanam, Seoul, ISBN 89-300-8084-7
- Waterfront development and perspective in Germany. In: AURI, 2010, Seoul
- Towards qualitative growth in Seoul. In: Atlantis, No. 22. 12. August 2011, Delft[6]
- Soziale Mischung im Städtebau. Fallbeispiele in Seoul. In: Tilman Harlander, Gerd Kuhn, Wüstenrot Stiftung (Hrsg.): Soziale Mischung in der Stadt: Case studies – Wohnungspolitik in Europa – historische Analyse. Karl Kreamer Verlag, Stuttgart 2012, ISBN 978-3-7828-1539-0, S. 160–171.
- From Quantity to Quality: Experiences from City Supervision in South Korea. In: Learning from two cultures-Urban Development, Renewal, Preservation and Management in Europe and Asia. China Architecture & Building Press, Peking 2014, ISBN 978-7-112-15052-6 (chinesisch, englisch).

### Forschung (Auswahl)
- 2010 Seoul – Perspektiven von Seoul, Stadtentwicklung und Ganzheitliche Entwurfskonzepte
- seit 2012 Karlsruhe – Urban Voids[7]

### Planungen (Auswahl)
- 1986 Heilbronn – Entwurf und Werkplanung für die Südwestliche Innenstadt: Deutschhofplatz, Kirchenplatz, Neckarufer, Kirchbrunnenstraße (mit Michael Trieb)
- 1989–1992 Friedrichshafen – Stadtbildplanung und Bauberatung für die Stadt Friedrichshafen
- 1992 Stralsund – Straßenraumentwurf
- 1996 Jena – Städtebauliche Rahmenplanung Jena-Lobeda, Fortschreibung und städtebauliche Koordination
- 1997 Neubrandenburg – Stadtbildplanung
- 1998 Potsdam – Gestaltungssatzung für die Jägervorstadt
- 1998 Ellwangen – Entwurf und Realisierung der Fußgängerzone in der Innenstadt, Wettbewerb 1. Preis, (mit dem Tiefbauamt Ellwangen, Stadtplanungsamt Ellwangen & Firma Hess, Lichtplanung)
- 1999 Esslingen am Neckar – Leitplanung für Straßen- und Platzraumgestaltung der Innenstadt
- 1999 Seoul – Entwicklungsplanung und Rahmenplanung des neuen Stadtzentrums „Sang Am“
- 1999 Konstanz – Entwicklung gestalterischer Festsetzungen für den Gewerbepark Konstanz-Stromyersdorf[8]
- 2001 Shanghai – Planung eines neuen Stadtteils und Gestaltungsrichtlinien für “New Jiang Wan Town”, (mit Michael Trieb)
- 2002 Shanghai – Planung einer neuen Stadt und Gestaltungsrichtlinien für Chengqiao New Town, (mit Michael Trieb, Dita Leyh und Yajin Zhang (ISA), Shanghai Urban Planning & Design Research Institut, Bertrand Warnier, Paris; Gunter Kölz, Stuttgart)
- 2005 Peking – Neue Wohnsiedlung im Grünen – Yicheng Lengquan
- 2006 Rabat – Planung eines neuen Stadtteils, (mit Baum Architects (federführend))
- 2007 Seoul – Stadtentwicklungsplan des Viertels Gangseo Gu[9]
- 2012 Bagdad – Regierungsviertel des neuen irakischen Parlaments (Mitverantwortung), Internationaler Wettbewerb 5. Preis, (mit Planforward GmbH und Dita Leyh)

## Mitgliedschaften
- NAX – Netzwerk Architekturexport der Bundesarchitektenkammer[10]